# Kemetinc
Kemetinc (horvátul: Komletnici) falu Horvátországban Vukovár-Szerém megyében. Közigazgatásilag Atakhoz tartozik.

## Fekvése
Vukovártól légvonalban 22, közúton 33 km-re délre, községközpontjától 5 km-re keletre, a Nyugat-Szerémségben fekszik.

## Története
A régészeti leletek tanúsága szerint területe már az őskorban lakott volt. Temetőjében a Sopot kultúra népéhez tartozó leleteket találtak. A középkori települést 1437-ben említik először „Kemethyncz”, illetve „Kemethincz” alakban Vérvár várának tartozékaként. Később Atak városához tartozott. A török 1526-ban Valkóvár eleste után foglalta el a várost, mely az Újlak székhelyű Szerémi szandzsák és a Németi náhije része lett. 1691-ben a szalánkeméni csatát követően szabadult fel végleg a török uralom alól.
1745-től megkezdődött a katonai határőrvidék szervezése és 1747-ben megalakították a határőrezredeket és a település a 7. Bródi határőrezred 9. századának igazgatása alá került. A századparancsnokság a közeli Vinkovcén volt.
Az első katonai felmérés térképén „Komletincze” néven található. Lipszky János 1808-ban Budán kiadott repertóriumában „Komletincze” néven szerepel. Nagy Lajos 1829-ben kiadott művében „Komletincze” néven 297 házzal, 1543 katolikus és 21 ortodox vallású lakossal találjuk. 1873-ban megszüntették a katonai igazgatást és 1881-ben Kemetincet is a polgári Horvátországához csatolták.
A településnek 1857-ben 1793, 1910-ben 2022 lakosa volt. Szerém vármegye Vinkovcei járásához tartozott. Az 1910-es népszámlálás adatai szerint lakosságának 87%-a horvát, 4%-a magyar, 2%-a német, 1%-a szerb anyanyelvű volt. A település az első világháború után az új szerb-horvát-szlovén állam, majd később (1929-ben) Jugoszlávia része lett. 1941 és 1945 a Független Horvát Államhoz tartozott, majd a szocialista Jugoszlávia fennhatósága alá került. A második világháború után nagyszámú dalmáciai, bosznia-hercegovinai és a likai lakosság települt be. 1991-től a független Horvátország része. 1991-ben lakosságának 96%-a horvát nemzetiségű volt. A településnek 2011-ben 1649 lakosa volt.

## Népessége
| Lakosság változása | Lakosság változása | Lakosság változása | Lakosság változása | Lakosság változása | Lakosság változása | Lakosság változása | Lakosság változása | Lakosság változása | Lakosság változása | Lakosság változása | Lakosság változása | Lakosság változása | Lakosság változása | Lakosság változása | Lakosság változása |
| ------------------ | ------------------ | ------------------ | ------------------ | ------------------ | ------------------ | ------------------ | ------------------ | ------------------ | ------------------ | ------------------ | ------------------ | ------------------ | ------------------ | ------------------ | ------------------ |
| 1857               | 1869               | 1880               | 1890               | 1900               | 1910               | 1921               | 1931               | 1948               | 1953               | 1961               | 1971               | 1981               | 1991               | 2001               | 2011               |
| 1.793              | 1.899              | 2.140              | 2.016              | 1.945              | 2.022              | 1.850              | 2.006              | 2.168              | 2.407              | 2.556              | 2.377              | 2.014              | 2.035              | 1.897              | 1.649              |

## Nevezetességei
- A Boldogságos Szűz Mária Szeplőtelen Fogantatásának tiszteletére szentelt római katolikus plébániatemploma[7] 1805 és 1811 között épült a település központjában, a főút mentén, barokk stílusban. Egyhajós épület, kissé keskenyebb sokszögű apszissal, észak-déli tájolással. A sekrestye a szentély keleti oldalán, a harangtorony a főhomlokzat felett áll. A homlokzatok barokk-klasszicista stílusúak, az egész templom és a harangtorony falfelületét sekély lizénák határolják. A főhomlokzatot kettős pilaszterek, félköríves falfülkék, félköríves ablaknyílások és a téglalap alakú portál tagolják.

- A temetőkápolna[8] 1858/59-ben épült a temető tell típusú magaslati részén a kemetinci Matej Knoll anyagi támogatásával, aki azzal a feltétellel adta a pénzét az építéshez, hogy ő és leszármazottai a kápolna alatti sírboltba temetkezhessenek. Kisméretű, egyhajós épület, félköríve apszissal. Homlokzata egyszerű, késő klasszicista stílusú. Belseje dongaboltozatú, dekoratív falfestményekkel díszítve.

- A Bilić család tradicionális lakóháza. „L” alaprajzú, földszintes épület, hosszú oldalával az utca felé nézve. Az utcai homlokzat frízeivel, pilasztereivel szecessziós díszítőelemeket hordoz magán. A tornácot falazott rész és oszlopok határolják. A belső tér eredetisége máig megőrződött. A szobák fapadlóval és küszöbökkel, síkmennyezettel, fehér profilozott nyílászárókkal és mintás szőnyeggel díszített falakkal rendelkeznek.

## Kultúra
Szent Fülöp és Jakab apostolok ünnepének előestéjén kerül sor a Filippovčica napi felvonulásra. Az idősebbek emlékei szerint az 1950-es évek végéig a település fiatal lányai vettek részt a felvonulásban. Ezt a hagyományt később a település kulturális és művészeti egyesülete keltette újra. Noha az eseményhez ma már más rendezvények is kapcsolódnak ma is a felvonulás képezi leglátványosabb részét. A falu lányai a hagyománynak megfelelően hosszú, nemzeti színű szalaggal átkötött fehér népviseletbe öltözve, a kezükben leveles gyertyánággal vonulnak végig a falu utcáin, miközben tamburazenészek kísérik őket. 
A KUD “Filipovčice” Komletinci kulturális és művészeti egyesületet 1964-ben alapították. Az egyesületnek ma mintegy ötven tagja van. Az elődök gazdag folklór hagyományát folytatva ápolják a falu népdalait, néptáncait, népszokásait. Az egyesületnek női és férfi énekkara, tánccsoportja és tamburazenekara van. Előadásaikon számos jelentős sikert értek el mind a hazai, mind a külföldi színpadokon. 

## Oktatás
A helyi iskola alapítását első plébánosa Luka Sučić kezdeményezte, aki az akkori plébánia földjének felét az iskola számára (ez ma a Topalović család háza) adományozta. Az iskola alapítása 1830. december 31-én történt. Alapítója a vinkovicei ezredparancsnokság volt. 1831-ben 68 diák iratkozott be az iskolába. Az 1855/56 tanévben 34 fiú és 49 lány vett részt az oktatásban. Az évek során az iskolaépületet átalakították és bővítették kiegészítve a volt tiszti lakás megszerzésével. Mivel az iskolaépület egy idő után nem volt alkalmas tanításra, 1887-ben az egykori határőrlaktanya és raktár (a mai játszótér helyén volt) épülete lett az iskola. A második világháború végére az iskola négyosztályos általános iskolaként működött, két vegyes osztállyal. Az 1950-es években a tanulók száma jelentősen megnőtt a dalmáciai, bosznia-hercegovinai és a likai lakosság települése miatt. Így a tanulók száma viszonylag gyorsan 367-re nőtt, amihez már kicsi volt az akkori épület. 1952-ben megkezdődött az új, mai iskolaépület építése, amelybe a tanulók és a tanárok 1958-ban költöztek. Az 1957/1958 tanévtől az iskola nyolcéves iskolaként működik. Az építés 1962-ben fejeződött be teljesen, azóta "Vladimir Nazor" Általános Iskola néven működik.

## Sport
NK Slavonac Komletinci labdarúgóklub

## Egyesületek
- A település önkéntes tűzoltó egyesületét 1899-ben alapították.
- LD Otok-Komletinci vadásztársaság